# Eric Clapton World Tour 2014
Die Eric Clapton World Tour von 2014 [ˈɛrɪk klæptɒn wɜːld tʊə] war eine viermonatige Konzerttournee britischen Rockmusikers Eric Clapton. Die Tour begann am 18. Februar 2014 in Tokio und endete am 28. Juni desselben Jahres in Auschwitz. Die Tournee umfasste insgesamt 20 Konzerte auf drei Kontinenten und erzielte Einnahmen von mehr als 22 Millionen US-Dollar. Über 240.000 Zuschauer kauften Konzert-Karten für die gehaltenen Veranstaltungen.
Obwohl Clapton das Album Old Sock schon auf seiner 50th Anniversary World Tour ausgiebigst vorstellte, dienten die Auftritte im Jahr 2014 ebenfalls als Werbung für die Veröffentlichung. Von den 20 Konzerten, wurde eines in Thailand abgesagt. Die Konzerte in New Orleans und Auschwitz waren Teil verschiedener Musikfestivals, die Clapton als Star des Abends („Headline Performer“) besuchte.

## Tourneegeschehen
Das erste Konzert der Tournee kennzeichnete das 40-jährige Jubiläum der Japan-Konzert-Serien des britischen Musikers. Das am 18. Februar 2014 stattgefundene Konzert war zu dem Claptons 200ste Darbietung in Japan. Mit 207 Auftritten in Japan bis zum Ende der Welttournee ist Clapton internationaler Rekordhalter mit den meisten Auftritten im Land der aufgehenden Sonne. Das für den 2. März 2014 geplante Konzert in der Impact Arena von Muang Thong Thani in Bangkok wurde aufgrund von Management-Problemen abgesagt und auf einen späteren, unbekannten Zeitpunkt verlegt. Während des Asien-Legs gab es keine Vorgruppe. Einige Aufnahmen sowie Interviews und Reise-Geschehen wurden am 31. Oktober 2014 auf Planes, Trains and Eric veröffentlicht.
Claptons erste Darbietung in den Vereinigten Staaten fand am 27. April 2014 während des New Orleans Jazz & Heritage Festivals statt. Dabei trat er und seine Band zum Ende des ersten Festival-Wochenendes auf der Hauptbühne, der „Acura Stage“, auf. Gefolgt wurde er von der Musikgruppe Fredy Omar con Su Banda. Für seine folgenden drei Shows trat die Vorband ZZ Ward auf. Am 2. Mai 2014 plante Clapton Before You Accuse Me oder Gin House als zwölften Titel seiner Setlist zu spielen. Kurz davor entschied sich Clapton jedoch seinen Welthit Wonderful Tonight vorzutragen.
Am 21. Juni 2014 während seines Auftrittes in der SSE Hydro in Glasgow legte Clapton während des Vortrags von Cocaine seine Gitarre im Stück ab und verließ ohne eine Erklärung die Bühne. Claptons Band, sichtlich überrascht, folgte ihm. Nach zwei Minuten betrat Clapton die Bühne und entschuldigte sich mit dem Satz: Tut mir Leid („Sorry about that“). Obwohl der Titel nicht zu Ende gespielt wurde, gab Clapton seine Zugabe am Ende des eineinhalbstündigen Konzertes. Spätere Pressemitteilungen erklärten, dass es ein technisches Problem mit der Beschallungsanlage gegeben habe. Die Gruppe Hunter & the Bear eröffnete die beiden Konzerte im Vereinigten Königreich, bevor Clapton und seine Band auftraten. Claptons einziges Deutschlandkonzert in der Mannheimer SAP Arena wurde innerhalb weniger Monate ausverkauft. Als Vorband trat die Gruppe Haller aus Mannheim auf. Das Abschluss-Konzert seiner Tournee während des Life Festival Oświęcim widmete Clapton Bobby Womack, der ein Tag vor dem Auftritt verstarb.

## Besetzung
| - Eric Clapton – Gitarre, Gesang - Chris Stainton – Keyboard, Piano - Steve Gadd – Schlagzeug (nur Asien) - Nathan East – Bass, Hintergrundgesang (nur Asien) - Michelle John – Hintergrundgesang | - Sharon White – Hintergrundgesang - Dave Bronze – Bass (nur Europa und Nordamerika) - Andy Fairweather Low – Gitarre, Gesang (nur Europa und Nordamerika) - Henry Spinetti – Schlagzeug (nur Europa und Nordamerika) - Paul Carrack – Keyboard, Gesang (nur Europa und Nordamerika) |

## Setlist
Die Lieder der Programmliste wechselten während der gesamten Tournee nur sehr selten. Hauptsächlich spielten Clapton und seine Band eine Mischung aus alten Erfolgshits, die Clapton gemeinsam mit der Band Derek and the Dominos aufnahm und vorführte, Blues-Titeln aus Claptons Kindheit und Jugend bis hin zu Welthits, die Clapton als Solokünstler aufnahm. Einige bekannte Songs die während der Konzerte gespielt wurden, sind Cocaine, Crossroads, Hoochie Coochie Man, Layla, Pretending und Tears in Heaven. Als Zugabe wurde der Titel High Time We Went aus der Feder von Joe Cocker vorgetragen.

## Konzerttermine
| Datum            | Stadt           | Land                         | Veranstaltungsort          | Besucherzahl              | Einnahmen   |
| Asien            | Asien           | Asien                        | Asien                      | Asien                     | Asien       |
| ---------------- | --------------- | ---------------------------- | -------------------------- | ------------------------- | ----------- |
| 18. Februar 2014 | Tokio           | Japan                        | Nippon Budōkan             | 60.000 / 60.000           | $4.725.735  |
| 20. Februar 2014 | Tokio           | Japan                        | Nippon Budōkan             | 60.000 / 60.000           | $4.725.735  |
| 21. Februar 2014 | Tokio           | Japan                        | Nippon Budōkan             | 60.000 / 60.000           | $4.725.735  |
| 23. Februar 2014 | Yokohama        | Japan                        | Yokohama Arena             | 17.458 / 17.458           | $1.301.877  |
| 25. Februar 2014 | Nagoya          | Japan                        | Aichiken Taiikukan         | 7.007 / 7.007             | $643.675    |
| 26. Februar 2014 | Osaka           | Japan                        | Ōsaka-jō Hall              | 16.344 / 16.344           | $1.411.699  |
| 28. Februar 2014 | Tokio           | Japan                        | Nippon Budōkan             | 20.000 / 20.000           | $1.575.245  |
| 2. März 2014     | Bangkok         | Thailand                     | Impact Arena               | — (a)                     | — (a)       |
| 4. März 2014     | Singapur        | Singapur                     | Indoor Stadium             | 13.475 / 13.475           | $1.298.320  |
| 6. März 2014     | Dubai           | Vereinigte Arabische Emirate | Media City Amphitheatre    | 23.450 / 23.450           | $2.765.812  |
| 8. März 2014     | Muharraq        | Bahrain                      | Arad Fort                  | 10.002 / 10.002           | $1.000.098  |
| Nordamerika      |                 |                              |                            |                           |             |
| 27. April 2014   | New Orleans     | Vereinigte Staaten           | Fair Grounds Race Course   | — (b)                     | — (b)       |
| 30. April 2014   | Memphis         | Vereinigte Staaten           | Mud Island Amphitheatre    | 5.000 / 5.000             | $498.193    |
| 2. Mai 2014      | Pelham          | Vereinigte Staaten           | Oak Mountain Amphitheatre  | 10.013 / 10.013           | $1.005.742  |
| 3. Mai 2014      | Atlanta         | Vereinigte Staaten           | Chastain Park Amphitheater | 6.000 / 6.000             | $589.733    |
| Europa           |                 |                              |                            |                           |             |
| 21. Juni 2014    | Glasgow         | Vereinigtes Konigreich       | The SSE Hydro              | 12.453 / 12.453           | $1.182.100  |
| 22. Juni 2014    | Leeds           | Vereinigtes Konigreich       | First Direct Arena         | 13.001 / 13.001           | $1.300.821  |
| 24. Juni 2014    | Mannheim        | Deutschland                  | SAP Arena                  | 15.000 / 15.000           | $1.425.000  |
| 26. Juni 2014    | Wien            | Osterreich                   | Wiener Stadthalle          | 16.112 / 16.112           | $1.534.440  |
| 28. Juni 2014    | Auschwitz       | Polen                        | MOSir Stadium              | — (c)                     | — (c)       |
| Zusammenfassung  | Zusammenfassung | Zusammenfassung              | Zusammenfassung            | 245.315 / 245.315 (100 %) | $22.258.490 |